# إغواناوات
الإغواناوات (الاسم العلمي: Iguaninae) هي أسرة من الزواحف تتبع الفصيلة الإغوانية من رتبة الحرشفيات.

## أجناس الإغواناوات
- الإغوانة
- إغوانة شائكة الذيل